# Edward Huntington
Edward Huntington   (Clinton, 26 d'abril de 1874 - Cambridge, 25 de novembre de 1952) va ser un matemàtic estatunidenc.

## Vida i obra
Huntington va estudiar a la universitat Harvard en la qual es va graduar en matemàtiques el 1897. Després de dos anys fent de professor del Williams College de Williamsburg (Massachusetts), va anar a Alemanya per ampliar estudis. El 1901 va obtenir el doctorat a la universitat d'Estrasburg amb una tesi sobre els sistemes numèrics.
En retornar a Massachusetts va ser nomenat professor del a universitat Harvard en la qual va fer tota la seva carrera acadèmica fins que es va jubilar el 1941, només interromput durant la Primera Guerra Mundial en que va treballar pel servei estadístic de l'exèrcit americà.
Huntington és recordat pels seus esforços en construir la infraestructura necessària per donar suport a la naixent comunitat matemàtica nord-americana; ell mateix va ser el tercer president de la Mathematical Association of America el 1918 de la qual havia estat escollit vicepresident des de la seva fundació. També va ser vicepresident de la Societat Americana de Matemàtiques (1924) i de la Associació americana per l'avanç de la ciència (1941).
També va contribuir amb les seves aportacions científiques, sobre tot en el camp de la teoria axiomàtica (dins de l'escola que es va conèixer com a American Postulate Theory). Ja el 1904 va publicar un article amb un conjunt de postulats per l'àlgebra de la lògica, tema en el que va insistir amb articles importants el 1911 i el 1933. Després dels seus treballs per l'exèrcit, es va interessar també per l'estadística fins al punt de desenvolupar un sistema proporcional per a l'assignació d'escons després d'unes eleccions.